# Blockhaus de Capbreton

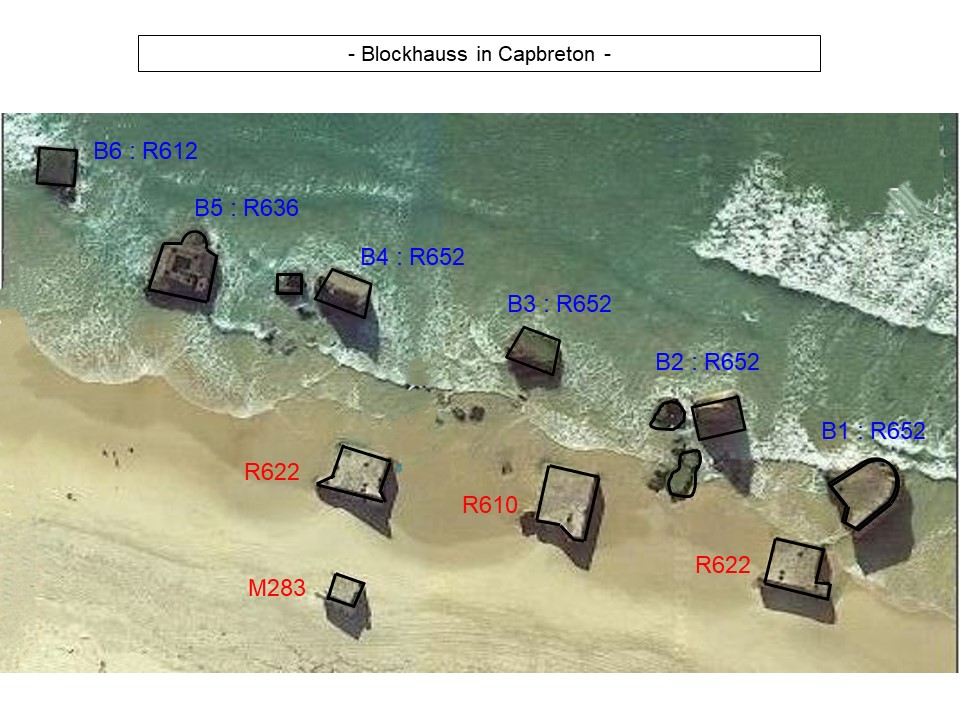
Vue d'ensemble

Les blockhaus de Capbreton sont un ensemble de blockhaus construit par les allemands pendant la Seconde Guerre Mondiale dans le cadre du mur de l'Atlantique à Capbreton dans le département des Landes.

## La position BA14
Son but était de s'opposer à un débarquement des alliés et notamment interdire l'accès au port de Capbreton. En effet, les zones de débarquement sont souvent choisies à proximité d'un port pour bénéficier de ravitaillement ultérieur en vivres et en munitions.

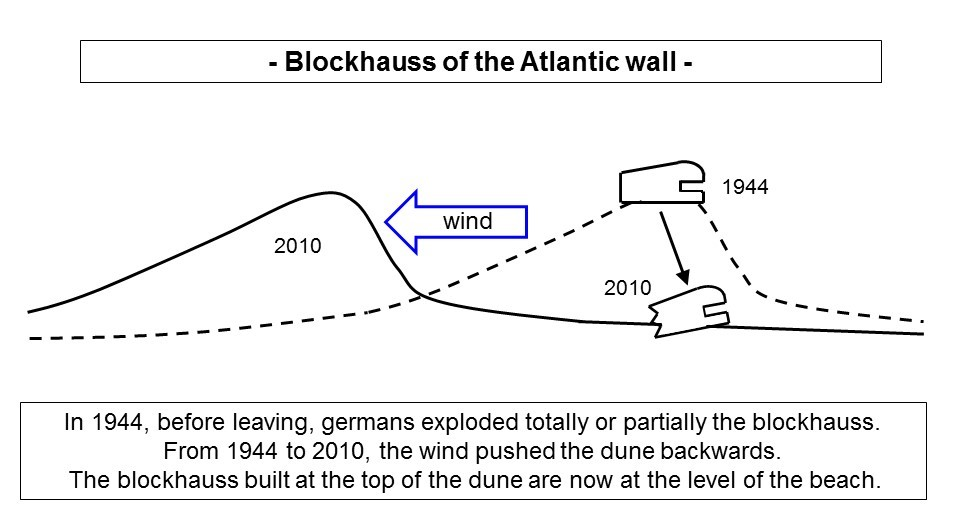
Schéma de l'érosion

Elle a été construite par la Heer, l'armée de terre allemande, à partir de 1943, au sommet des dunes, à un kilomètre au sud de Capbreton.      Mais avec l'érosion côtière et l'élévation du niveau de la mer, elle est maintenant au niveau de la plage et même partiellement enterrée.       Elle baigne dans l'océan environ la moitié du temps.
Elle se compose d'une première ligne composée du nord au sud de 4 casemates Regelbau 352 hébergeant chacune une pièce d'artillerie de prise française modèle 105L MLE (schneider) de 105mm avec 12 km de portée, un poste de direction de tir au nez arrondi R636, 1 casemate Regelbau 612 pour canon de 75mm.                             En seconde ligne, deux abris Regelbau 622 hébergeant 20 hommes encadrant un quartier général de commandement Regelbau 610 doté d'un périscope.                       En troisième ligne, un abri d'artillerie M283.
L'ensemble de la position était protégé par des postes de tir en bois pour arme légère creusés dans la dune et raccordés à un réseau de tranchées qui reliait la batterie au sud du village à pied. Un fil de fer barbelé ceinturait toute la zone autour de la position Ba14 et Ba15
Une piste en béton aujourd'hui disparue permettait de rejoindre le réseau routier à Capbreton.
Les blockhaus ont été explosés par les allemands au moment de leur retraite en 1944.

## La Position Ba15
Cette petite position se trouvait au sud de la position Ba14, sur la plage de La Piste. Son rôle était de couvrir la plage au sud de la batterie.
Elle se composait d'une casemate Regelbau 612 pour canon de 75mm avec Tobruk orientée vers le sud.                                    Au nord de celle-ci, au bord de la dune se trouvait une plateforme circulaire bétonnée (probablement pour le canon de campagne de la casemate).Plus en retrait dans la dune se trouvait un grand abri Regelbau 622 destiné à accueillir 20 hommes de troupes, relié à une tranchée menant à l'arrière du point d'appui.

## Autres Positions

### Derrière Ba14 et Ba15

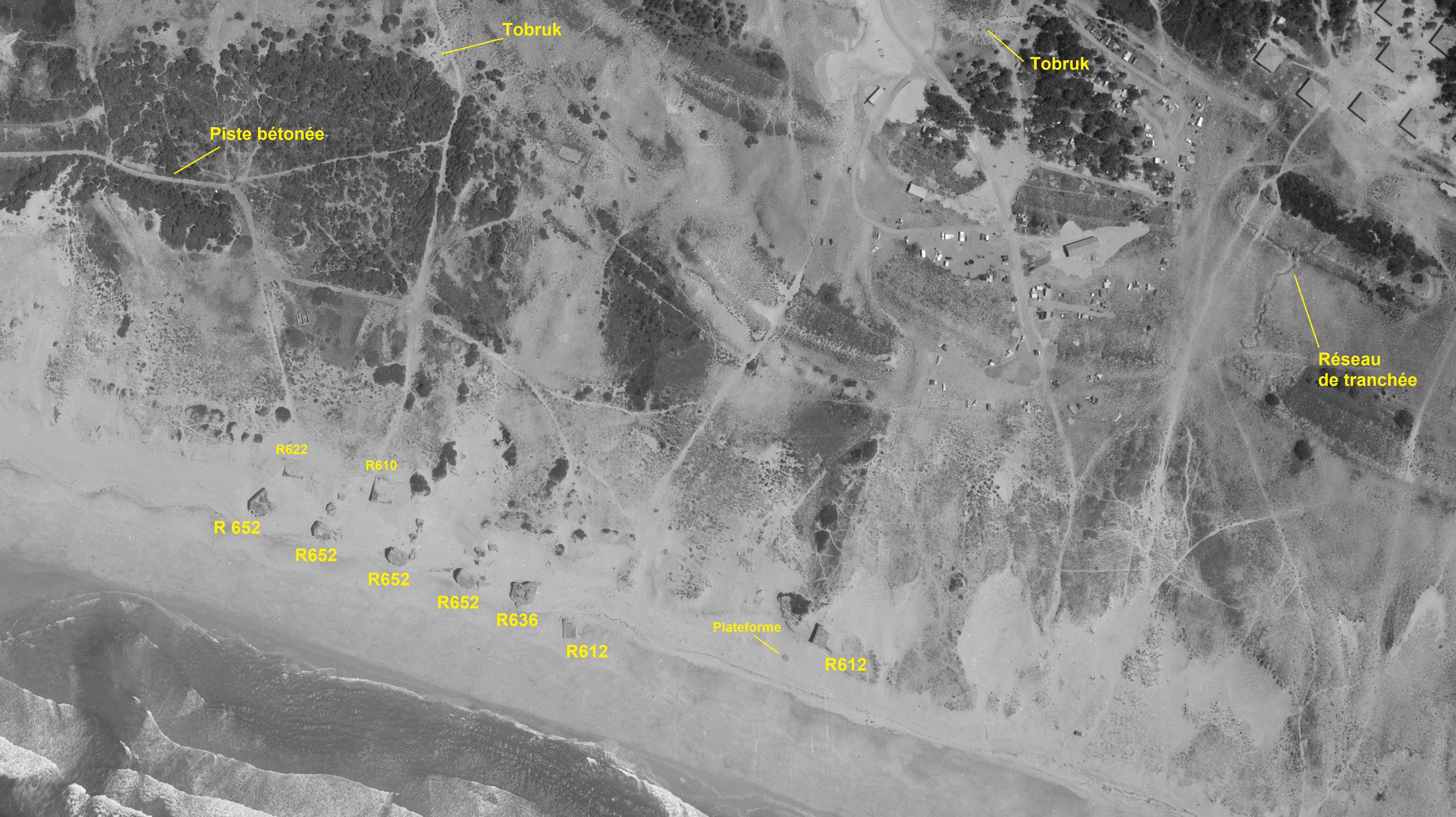
Vue aérienne renseignée H.K.B Capbreton et ses défenses arrières en 1962

2 Tobruks, ainsi que des postes de défense rapprochée pour armes légères creusés dans la dune et une petite soute à munitions bétonnée reliée par un réseau de tranchées se trouvaient en arrière de la position Ba15.

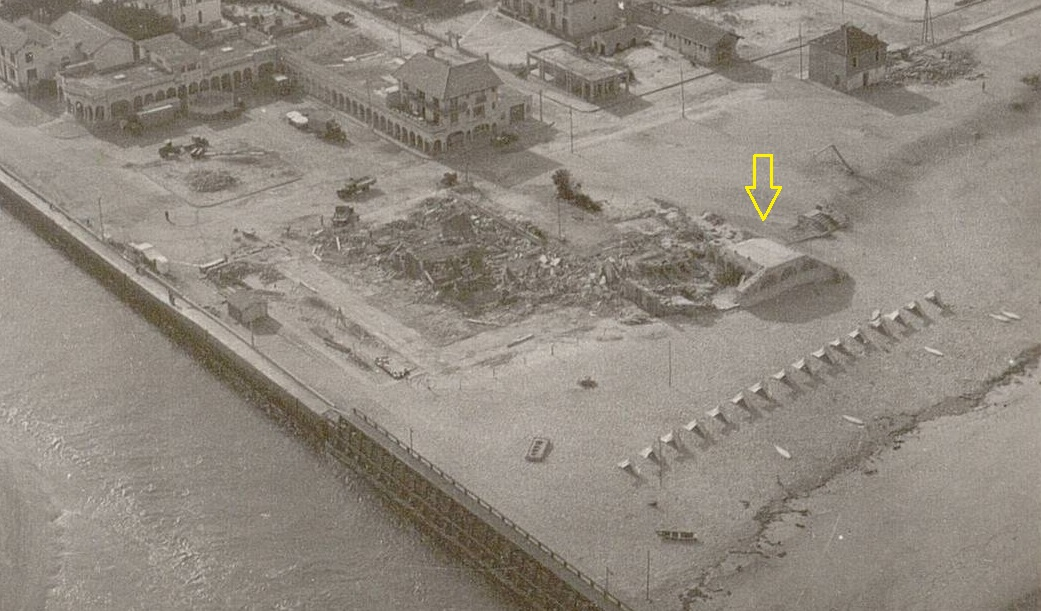
Casemate pour canon de 75 mm sur la plage de l'Estacade en 1947

### Côté sud du canal

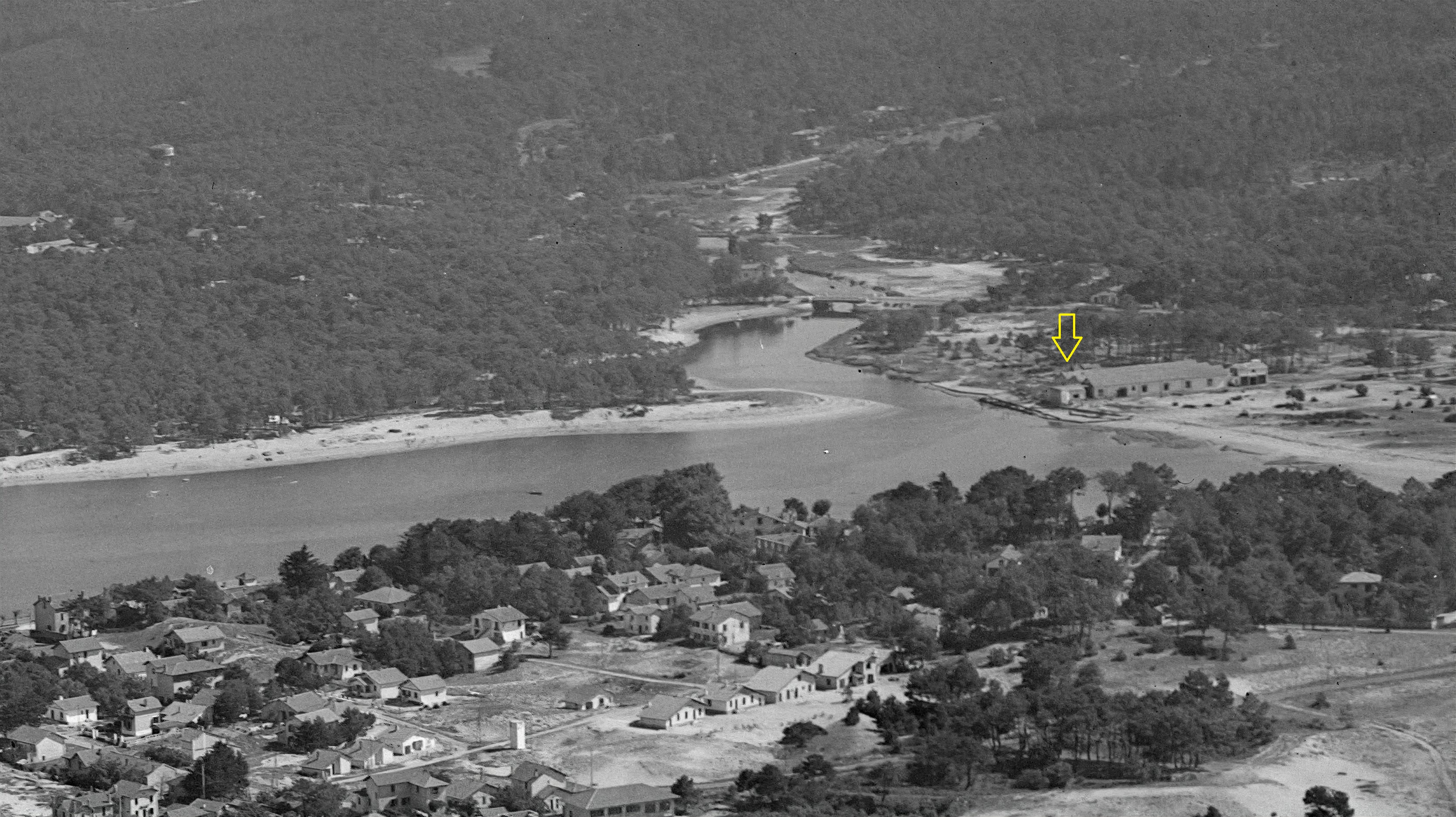
Casemate au confluent du Bouret et du Boudigau en 1951.

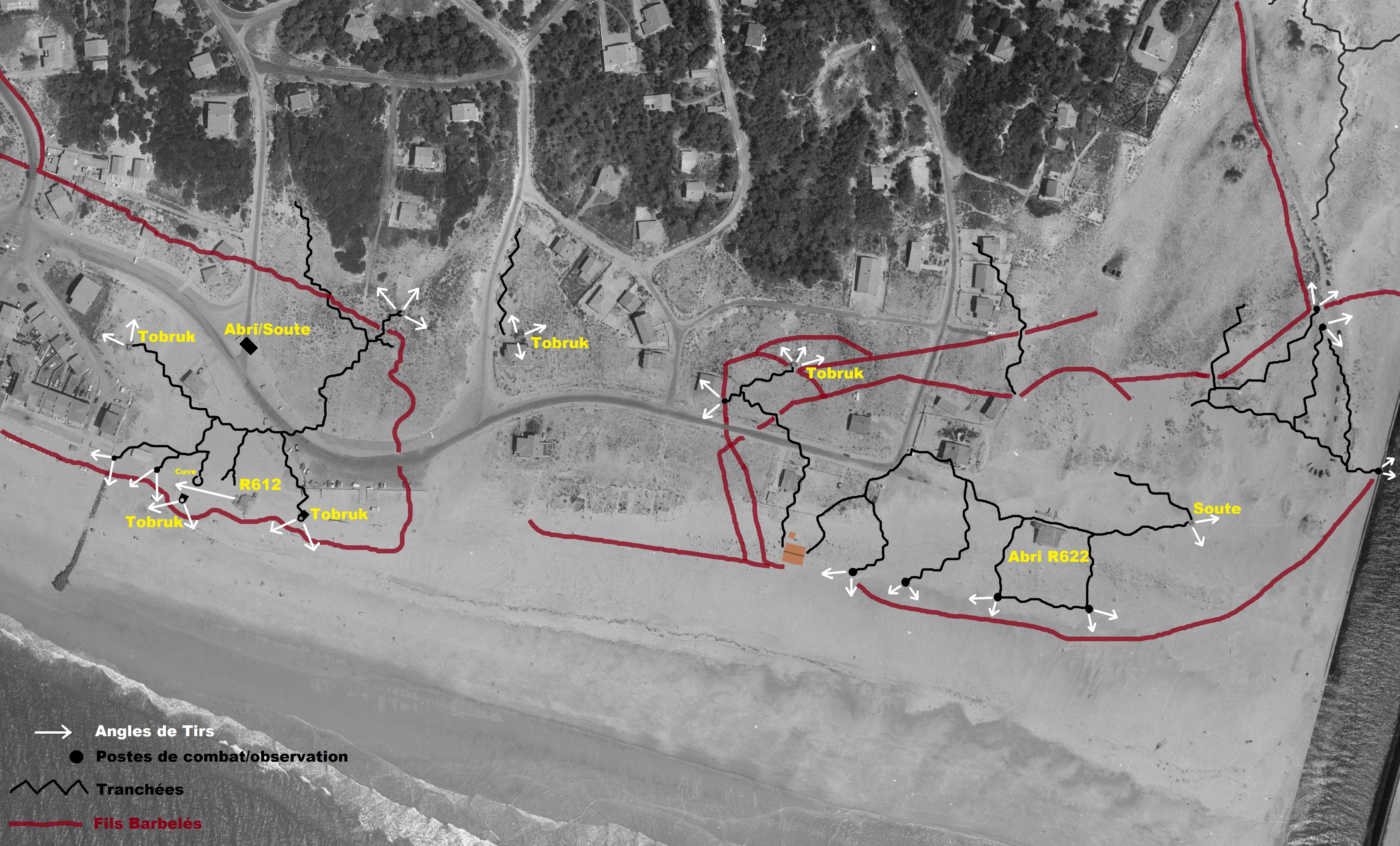
Plan approximatif des points d'appuis à Hossegor sud en 1945.

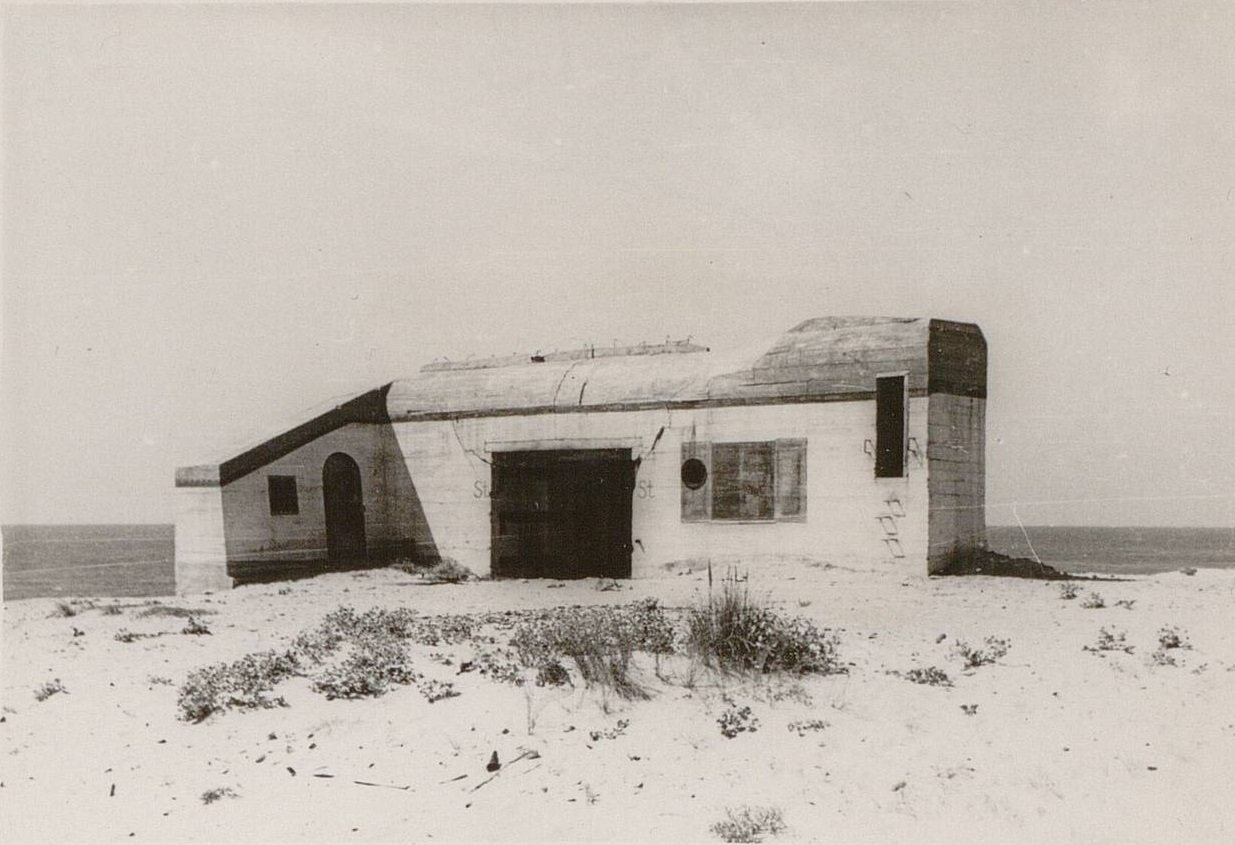
L'arrière de la casemate R612 sur la plage Sud à Hossegor.

D'autres blockhaus isolés ont été construits. Une casemate pour canon de 75mm était construite sur la plage de l'Estacade, devant l'emplacement de ce qui sont maintenant les terrasses. Une autre casemate similaire se trouvait plus à l'intérieur à la confluence du Bouret et du Boudigau. Elle a été utilisée à une époque par le Yacht Club Landais.

### Hossegor Sud
Le Village d' Hossegor possédait également plusieurs points d'appuis.
Sur la plage Notre-Dame, au bord de l'embouchure du canal, s'étendait une position d'infanterie composée de petits éléments bétonnés et d'un abri Regelbau 622 pour 20 hommes de troupe.
Ce point d'appui était protégé par un vaste réseau de fil de fer barbelés, comptait plusieurs postes de combat pour mitrailleuses et un grand réseau de tranchées. Il est probable que cette position eu été équipée d'un canon antichar de petit calibre, ainsi que de plusieurs petits lance-flammes enterrés déclenchables à distance ( Abwehrflammenwerfer 42) . Une villa réquisitionnée au bord de la plage servait de cantonnement et d'observation. Toutes les autres villas existantes à proximité du point d'appui à l'époque furent rasées afin de dégager le champ de tir ou d'utiliser leurs matériaux pour la construction de nouveaux bunkers.
A 100m en remontant vers le nord, s'étendait un autre point d'appui qui commençait de la plage Sud et terminait à la plage Centrale. Il était composé de 2 casemates Regelbau 612 pour canon de 75mm (une à chaque extrémité du point d'appui), plusieurs soutes/abris bétonnés et des cuves pour canon anti-aérien léger. La casemate R612 la plus au sud de la position (plage Sud) était camouflée en villa de plage. Des tranchées reliaient les postes de combat entre eux, plusieurs Tobruks assuraient la défense rapprochée du point d'appui, des fils barbelés ceinturaient toute la position. Il est également probable que cette position eu été équipée de canons antichars petit calibre & de lance-flammes enterrés et que les nombreuses villas se trouvant à l'intérieur du point d'appui eurent été utilisées par les allemands de différentes manières.
A part la casemate R612 située sur la Plage Centrale d'Hossegor encore visible de nos jours, toutes les constructions bétonnées par les allemands, se trouvant dans des zones touristiques ou commerciales, ont été ensevelies ou totalement rasées.

## Galerie

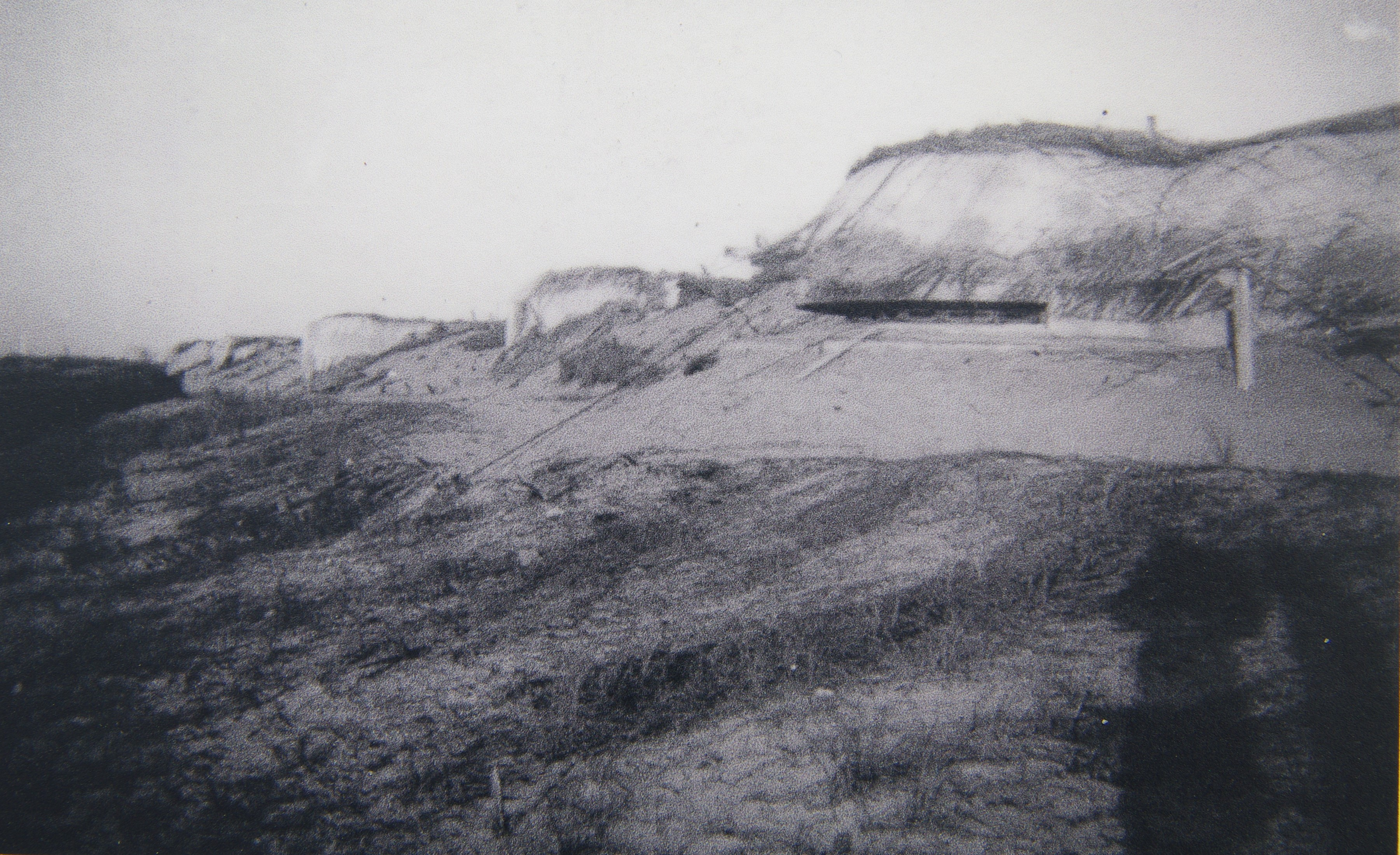
Au premier plan, le poste de direction de tir
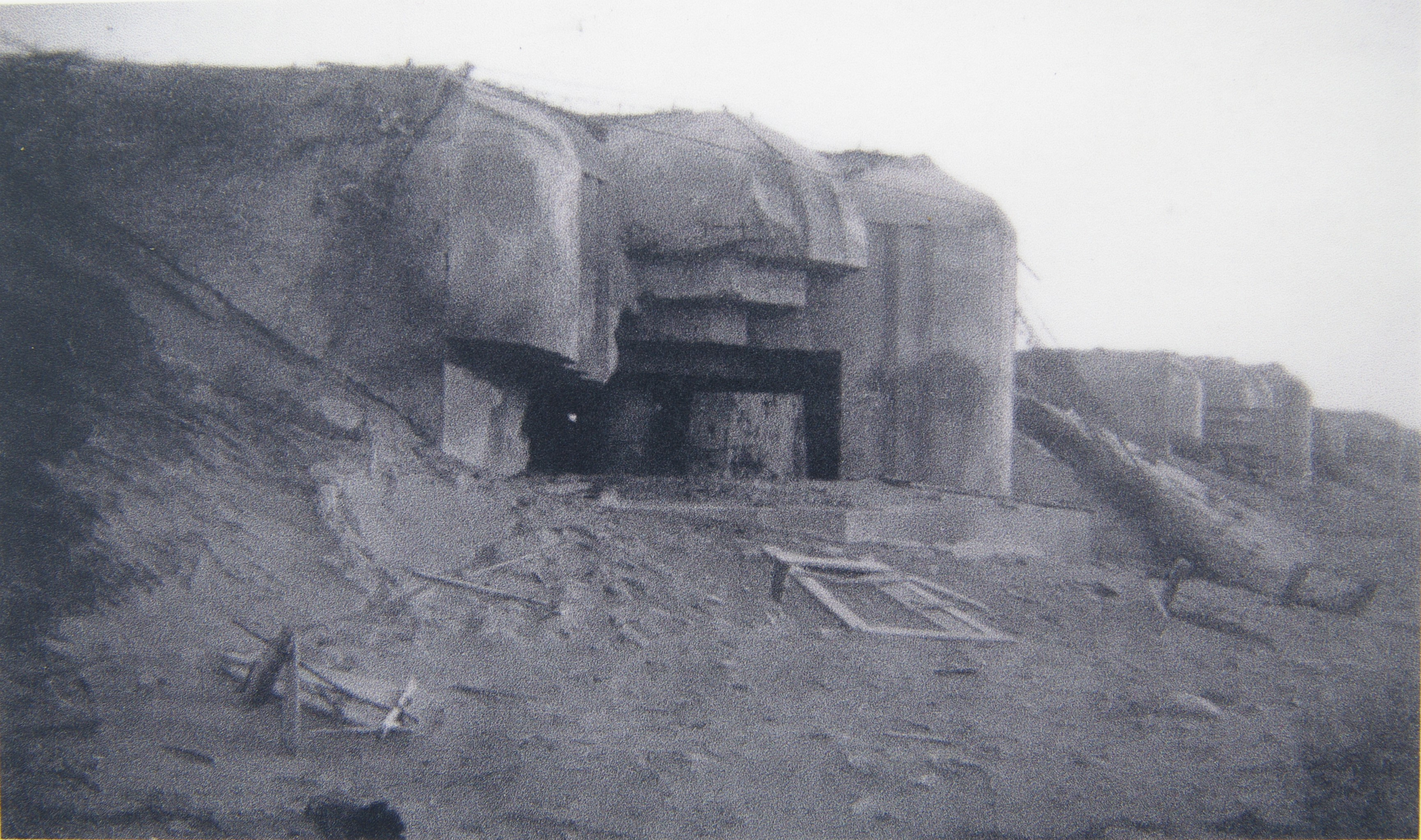
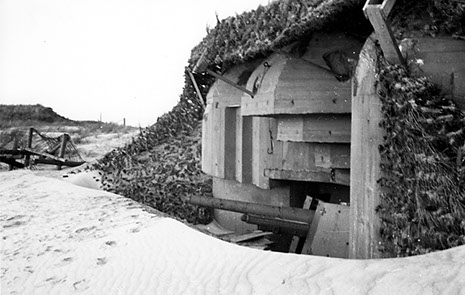
Casemate et son canon de 105mm
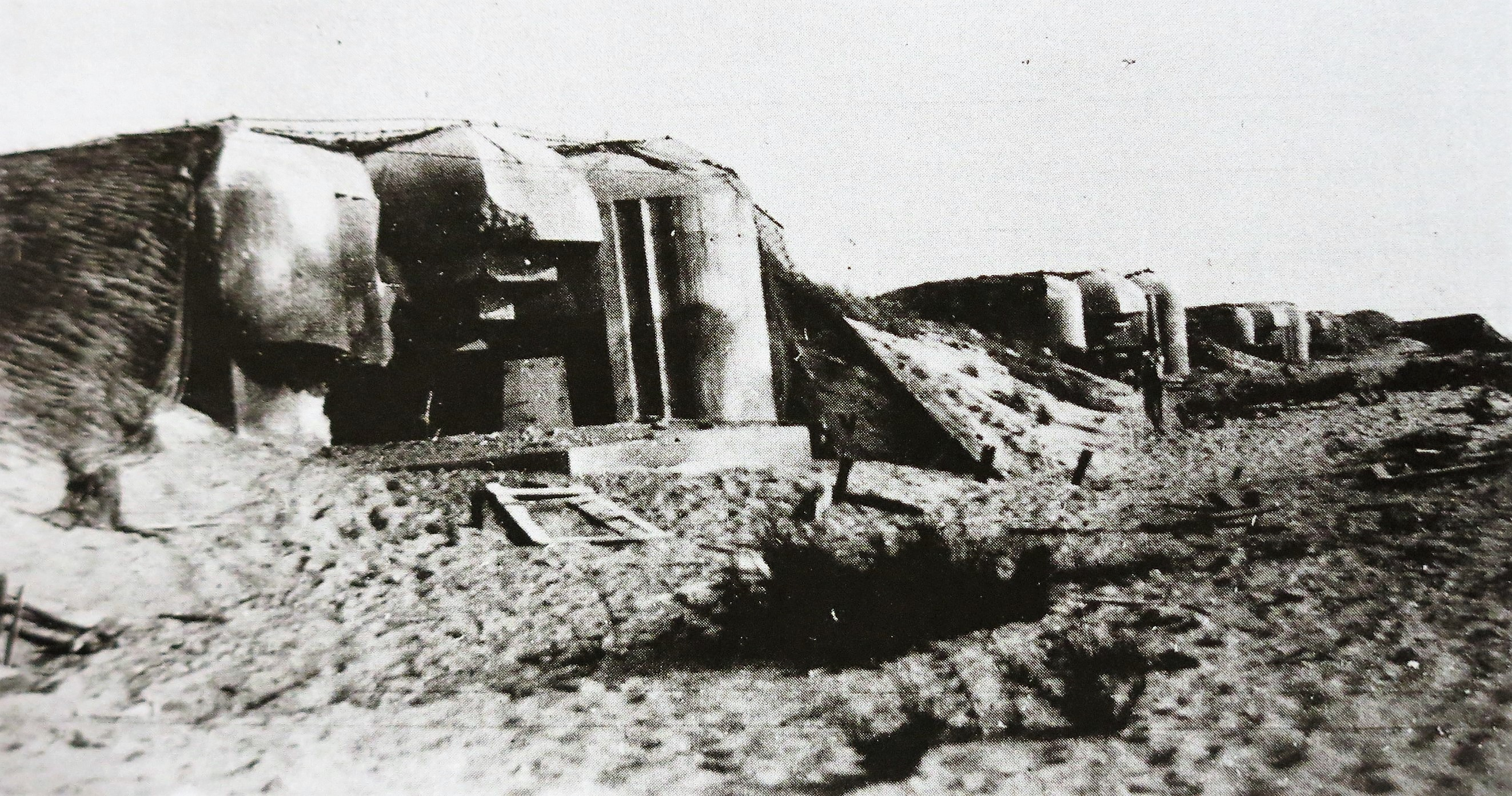
Voir en arrière plan, le blockhaus d'observation au nez arrondi
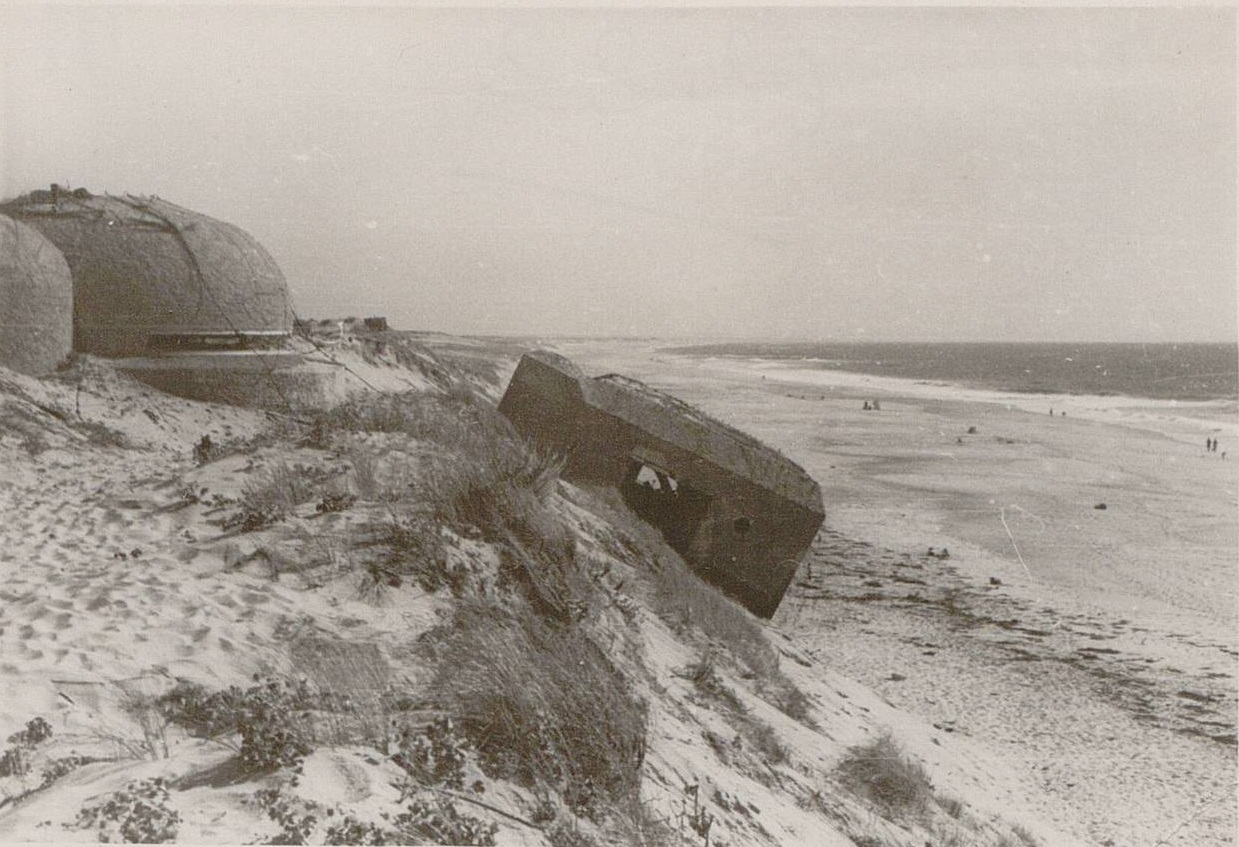
Le poste de direction de Tir et la casemate
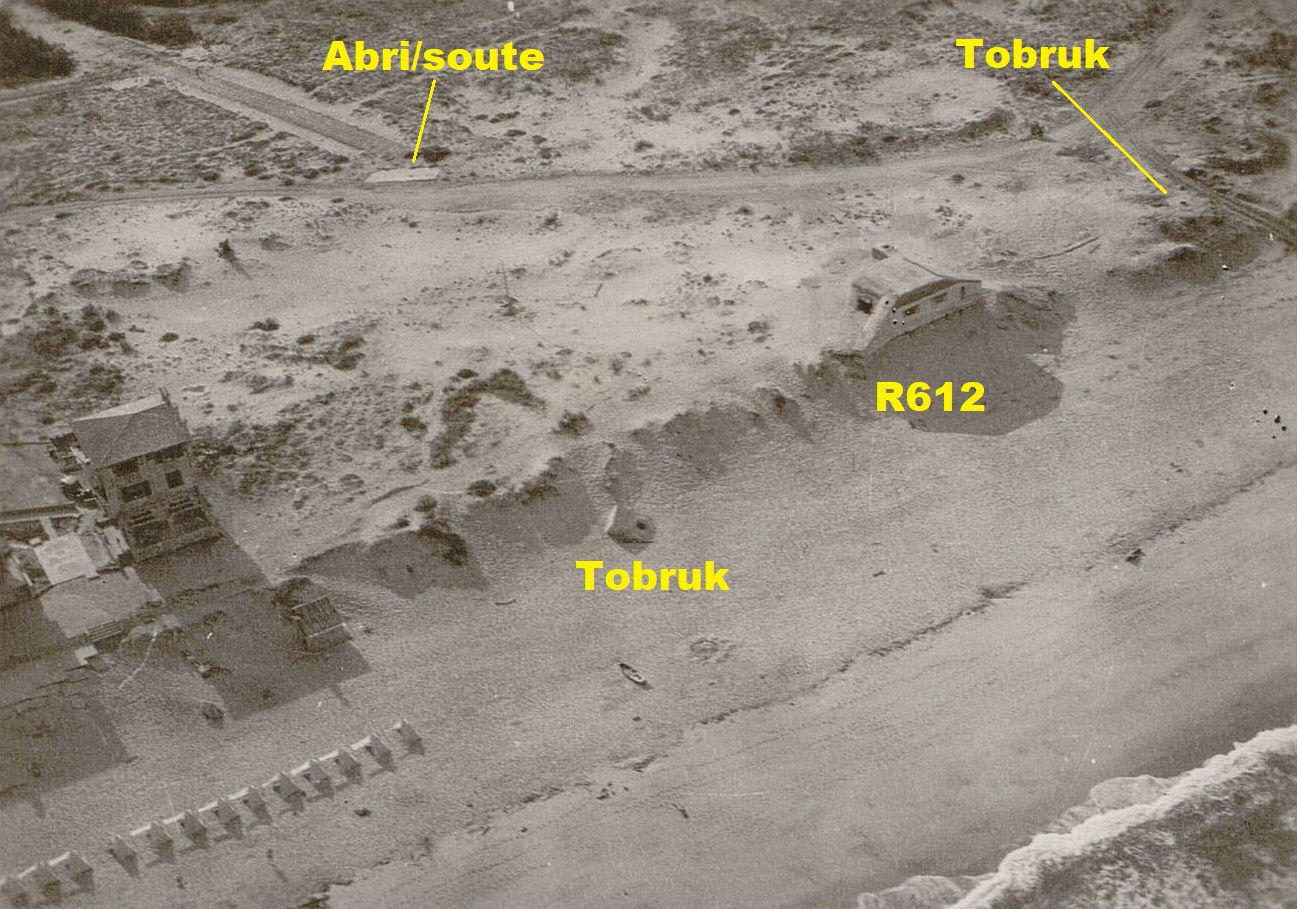
Une partie des positions d'Hossegor Sud en 1947